# Jean Leppien

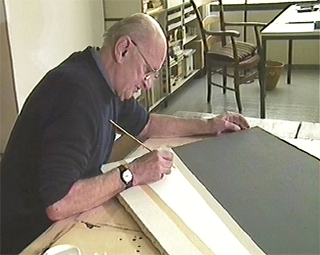
Jean Leppien 1987 in seinem Pariser Atelier

Jean Leppien (als Kurt Leppien; * 8. April 1910 in Lüneburg; † 19. Oktober 1991 in Courbevoie bei Paris) war ein deutsch-französischer Maler.
Leppien studierte ab 1929 am Bauhaus Dessau bei Josef Albers, Wassily Kandinsky und Paul Klee. Er lebte seit 1933 in Frankreich, von wo er 1944 deportiert wurde. Nach dem Krieg blieb er unter dem Namen Jean Leppien in Frankreich und stellte dort unter anderem im Salon des Réalités Nouvelles aus. Leppien gehört zu den wichtigsten Vertretern der geometrischen Abstraktion in Frankreich. Stilistisch steht er Malern wie Alberto Magnelli, Jean Deyrolle, Michel Seuphor, Émile Gilioli und Aurélie Nemours nahe.

## Leben
Kurt Leppien wurde 1910 in Lüneburg als Sohn des Rosshaartuchfabrikanten Jean-Gottfried Leppien geboren. Die Mutter Gertrud Leppien, geborene Domnich, stammte aus einer Hamburger Kaufmannsfamilie. Leppien verbrachte seine Jugendzeit in Lüneburg und entwickelte früh Interesse an der Kunst. Angeregt und angeleitet durch Lüneburger Maler wie Ehrich Turlach und Otto Brix, begann er als Schüler des Lüneburger Gymnasiums kontinuierlich zu zeichnen und zu malen.

### Ausbildung und Lehrjahre
1929 bis 1930 studierte Leppien am Bauhaus Dessau, wo er den Vorkurs von Josef Albers und die Malklassen von Wassily Kandinsky und Paul Klee besuchte. Er verließ Dessau nach dem Weggang von Hannes Meyer (1889–1954) als Direktor aufgrund der damit verbundenen veränderten Ausrichtung des Bauhauses.
1931 bis 1933 folgten ein Fotografiestudium an der Itten-Schule Berlin bei Lucia Moholy (1894–1989) und eine Mitarbeit bei László Moholy-Nagy (1895–1946) u. a. für die Internationale Bau-Ausstellung 1931.

### Emigration nach Frankreich
1933 emigrierte Leppien wie auch seine spätere Frau Suzanne Leppien (geb. Ney, ebenfalls Bauhaus-Schülerin) nach Paris. Um seinen Lebensunterhalt zu verdienen, beschäftigte er sich mit angewandter Grafik (Buchumschläge), Fotomontagen, Ausstellungsgestaltungen („le grand Garches“) und Fotoreportagen. 1952 wurde er französischer Staatsbürger.

### Kriegsjahre
1939 wurde Leppien bei Kriegsbeginn im Lager von Marolles interniert, er akzeptierte den Dienst in der Fremdenlegion und verbrachte fast ein Jahr in Algerien und Marokko.
Aus Furcht vor Entdeckung durch die Gestapo führten Jean und Suzanne Leppien 1940 bis 1944 ein zurückgezogenes Leben in Sorgues bei Avignon und überlebten als Gemüsebauern auf einem kleinen Stück Land.
1944 wurde Suzanne Leppien als so genannte „Halbjüdin“ von der Gestapo verhaftet und ins KZ Auschwitz deportiert. Jean Leppien wurde in Paris wegen „Waffenhilfe für den Feind“ zum Tode verurteilt und danach zu einer hohen Zuchthausstrafe begnadigt. Er überlebte die Haftanstalten in Bruchsal, Ludwigsburg, Ulm und Donauwörth und wurde am 25. April 1945 von US-Truppen in Kaisheim befreit. Er traf Suzanne, die das KZ-Auschwitz überlebt hatte, am 25. Mai 1945 in Paris wieder.

### Neuanfang nach 1945 und späte Jahre
Für Leppien war der Wiederbeginn im Frankreich des Nachkriegs der eigentliche Beginn seiner künstlerischen Entwicklung, deren Grundlage für ihn aber gleichwohl die kurze Studienzeit am Dessauer Bauhaus geworden war. Leppien und seine Frau lebten in Nizza, unternahmen jedoch regelmäßig Reisen nach Paris. Er konnte 1946 unter schwierigen materiellen Bedingungen zu zeichnen und zu malen beginnen. Danach wurde Roquebrune-Cap-Martin neben Paris Leppiens Lebens- und Arbeitsmittelpunkt seit den 50er Jahren.
Seit 1946 war er Gründungsmitglied des Pariser „Salon des Réalités Nouvelles“, an dem sich ausschließlich abstrakte Künstler beteiligen. Der Salon findet bis heute jährlich statt. Leppien knüpfte eine Vielzahl an Kontakten und Freundschaften zu Künstlern der „art abstrait“ (u. a. André Bloc, Heinrich Maria Davringhausen, Jean Deyrolle, Adolf Fleischmann, Richard Mortensen, Serge Poliakoff, Hans Reichel, Michel Seuphor, Pierre Soulages, Victor Vasarely) und der Kritikerin Herta Wescher. Er wurde Mitglied des Salon des Réalités Nouvelles, dem er lebenslang verbunden blieb und stellte dort seit 1946 regelmäßig aus.
Er nahm an verschiedenen Gruppenausstellungen teil, so auch 1947 in der Galerie Deux Îles in Paris, die der Kunstkritiker und Förderer der „art abstrait“ Charles Estienne (Kurator) organisierte (Deyrolle, Leppien, Reichel, Sérusier, Springer).
Jean Leppien starb 1991 in Courbevoie bei Paris und wurde in Roquebrune-Cap-Martin beigesetzt.

## Werk
Der deutsch-französische Maler Jean Leppien steht für die geometrische Abstraktion der Nachkriegsmoderne. Als Exil-Künstler der Nachkriegsavantgarde schöpft Leppien seine Erfahrungen sowohl aus seiner Bauhauszeit in Dessau als auch aus seinen Begegnungen mit der Art Abstrait in Paris. Er malt geometrisch abstrakte Bilder, häufig mit kosmischen Bezügen.
Die Gemälde der 1940er und 1950er Jahre zeigen eine Bildflächenstruktur, die durch Linien und Farbfelder entsteht. Durch amorphe, geschwungene und gerade Linie und den farbigen Elementen wird ein ausdrucksstarker Rhythmus mit emotionalen Impulsen erzeugt. In der folgenden Phase verändert sich die Malweise, die Farbe erhält materiellen Charakter, und unregelmäßig begrenzte Flächen dominieren. Zwischen 1967 und 1976 arbeitet Leppien an der UFO-Serie, die leuchtende Kreisscheiben mit konzentrischen Ringen über horizontalen Farbstreifen zeigen. Parallel entstehen von 1970 bis 1976 Werke, in denen die Kreuzform dominiert. Am Ende der 1970er Jahre kommt es zu den Predellla-Bildern, die den Bildraum in ein Oben und Unten strukturieren. Um 1980 herum verwendet der Künstler Textilien und tachistische Formsprache für seine Bildcollagen. Das Spätwerk des Malers zeichnet sich durch äußerste Reduktion von Farbflächen mit vereinzelten Akzenten aus.

## Ausstellungen (Auswahl)

### Einzelausstellungen
- 1949: Jean leppien. Peintures abstraites, Galerie Colette Allendy, Paris
- 1987: Jean Leppien. Ölbilder Zeichnungen Serigraphien, Städtische Galerie, Leinfelden–Echterdingen
- 1988: Jean Leppien. Quarante ans de peinture, Musée Picasso Antibes,
- 1988: Pfalzgalerie, Kaiserslautern
- 1999: Musée des Beaux-Arts Strasbourg, Straßburg, 19. November 1999 – 20. Februar 2000
- 2011: Jean Leppien, Sprengel Museum, Hannover, 17. Mai – 14. August 2011
- 2013: Jean Leppien. Vom Bauhaus zum Mittelmeer, Kunsthalle Hamburg[4]
- 2021: Jean Leppien – Formen im Raum. Werke von 1948 bis 1989, VAN HAM Kunstauktion Repräsentanz Hamburg, 19. August 2021 – 19. April 2022

### Gruppenausstellungen
- 1946: 1er Salon des Réalités Nouvelles, Salon des Réalités Nouvelles, Paris
- 2015: Museum im Kulturspeicher, Würzburg
- 2015: Befreite Moderne – Kunst in Deutschland 1945 bis 1949, Kunstmuseum Mülheim an der Ruhr, 27. September 2015 – 10. Januar 2016
- 2019: Musée dˈArt Moderne et Contemporain, Saint-Étienne
- 2022: something new, something old, something desired, Hamburger Kunsthalle, Hamburg, 18. Februar 2022 – 18. Februar 2024

## Auszeichnungen und Ehrungen
- 1948: Prix Kandinsky als „prix d‘encouragement“ neben dem Hauptpreisträger Max Bill (Mit Kandinskys Witwe Nina Kandinsky stand er in enger Verbindung)
- 1987: Berufung zum Offizier des Ordre des Arts et des Lettres durch den französischen Kulturministerium
- In seiner Heimatstadt Lüneburg ist eine Straße im Neubaugebiet Wienebütteler Weg nach ihm benannt

## Nachlass
Seit 2020 befindet sich Leppiens künstlerischer Nachlass bei VAN HAM Art Estate. Dieser umfasst Gemälde und Arbeiten auf Papier aus allen Schaffensphasen. Der schriftliche Nachlass befindet sich im Stadtarchiv Lüneburg.